# Moosbrunn
Moosbrunn är en ort och kommun i Österrike. Den ligger i distriktet Bruck an der Leitha i förbundslandet Niederösterreich,  23 km söder om huvudstaden Wien.